# Česká Televize
Česká Televize, ofta förkortat ČT, är det statliga public service-företaget i Tjeckien som lanserades 1 januari 1992. Lanseringen skedde samma år som det tjeckoslovakiska företaget ČST stängde ner efter Tjeckoslovakiens upplösning.
Sedan 1993 är företaget medlem i Europeiska radio- och TV-unionen (EBU) och debuterade i Eurovision Song Contest 2007 och deltog fram till 2009. Landet var sedan frånvarande fram till 2015 då man, med viss tvekan, återvände till tävlingen och har sedan dess deltagit varje år. Mellan 2000 och 2001 inträffade en kris inom företaget vilket ledde till flera protester från arbetarna som anklagade företaget för censur. Krisen löstes med att företagets chefer lämnade sina tjänster på begäran från parlamentet.
Företaget sänder sex kanaler:
- ČT1: Visar familjevänlig TV, tjeckiska filmer, barnprogram, nyheter och dokumentärer.
- ČT2: Sänder dokumentärer och naturinriktade program som dokumentärfilmer. Kanal visar också ofta utländska filmer i originalversionerna med tjeckiska undertexter, inklusive många engelskspråkiga filmer.
- ČT24: Tjeckiens enda 24-timmarsnyhetskanal. Den sänder ut nyheter och information dygnet runt med regelbundenhet varje timme.
- ČT Sport: Sportkanal som sänder stora världsliga, europeiska och tjeckiska sportevenemang.
- ČT Déčko: Kanal designad för tittare i åldrarna 4 till 12 år. ČT Déčko sänder från 06:00 till 20:00, och delar sin frekvens med kulturkanalen ČT art som använder de återstående timmarna.
- ČT art: Konst- och kulturkanal. ČT art sänder från 20:00 till 06:00, och delar sin frekvens med barnkanalen ČT Déčko som använder de återstående timmarna.